# Hegyesfarkú íbisz
A hegyesfarkú íbisz (Cercibis oxycerca) a madarak (Aves) osztályának a gödényalakúak (Pelecaniformes) rendjébe, ezen belül az íbiszfélék (Threskiornithidae) családjába és az íbiszformák (Threskiornithinae) alcsaládjába tartozó Cercibis madárnem egyetlen faja.

## Előfordulása
Dél-Amerikában, Brazília, Kolumbia, Guyana, Suriname, és Venezuela területén honos.